# Captatio benevolentiae
A captatio benevolentiae a klasszikus retorika eszköze. Hagyományosan egy szónoklatnál a szónoknak először is a hallgatóság jóindulatát kell elnyernie, ezt jelenti maga a kifejezés is: a jóindulat elnyerése. A szónoki beszéd bevezető, fő részének fontos eleme, a figyelem megragadása és a téma megadása mellett. Cicero római filozófus szerint a szónoklat művészetének egyik alappillére, aki mestere volt a művészi bevezetéseknek. A szónok ezt az eszközt használva igyekszik közönsége érzéseire hatni oly módon, hogy saját, illetve hallgatósága erkölcsi kvalitásait hangsúlyozza. Eszközei:
- szónoki magatartás (attitűd)
- érzelmek közvetítése (szimpátia, együttérzés, sajnálat felkeltése) pl.: megtörtént esemény elmesélése, emlékek felidézése. A beszéd kezdődhet közvetlen megszólítással, de hatásos beszédkezdettel is (amit a megszólítás követ).

A jóindulat elnyerésére számos eszköz áll a szónok rendelkezésére:
- tettetett szerénységgel szólhat a tudásáról
- dicsérheti a hallgatóság műveltségét, jogosságát
- kifejezheti bizonytalanságát, hangsúlyozhatja a témával, hellyel való személyes kapcsolatát

A bizonytalanság érzetének keltésére bevett szófordulat például a "Nem is tudom, hol kezdjem.", de gyakori, hogy a szónok hangot is ad izgalmának. Egy példa:
"...ez írásra semmi egyéb okból nem indíttattam, hanem csak az igaz isteni tiszteletnek gyarapodásának és az utálatos bálványozásoknak gyökerestül való kigyomláltatásának buzgó szüvel való kívánságából."
Emiatt lehetett olyan fontos szerepe a törvényszéki beszédekben is: ha valaki valóban el akarta nyerni a bírák jóindulatát, érdemes volt hasonló eszközökhöz folyamodnia. A mai napig kiemelt funkciót tölt be szóban és írásban is. A captatio benevolentiae a politikai, a jogi, de még a hétköznapi beszédnél is igen hasznos lehet. A szöveg írója ilyenkor közvetlenül a befogadókhoz fordul, és érthető, megnyerő szavakkal kéri őket, fejezzék ki jóindulatukat felé, ami akár tapsot, vagy türelmet is jelenthet.  A szépirodalomban is különösen fontos a szerepe. Egy példa a szépirodalomból:
"Szegednek népe, nemzetem büszkesége, szegény elárult hazám oszlopa! mélyen megilletődve hajlok meg előtted.Mikor Szegedhez közeledtem, sajnálni kezdém, hogy mellemből kifogyott a hang; de midőn Szeged népét látom, úgy látom, hogy nincs mit sajnálnom, mert itt többre nincs szükség, mint hogy a lelkesedés előtt mélyen meghajoljak." (Ilosvai Selymes Péter: Az híres neves Tholdi Miklósnak jeles cselekedeteiről és bajnokságáról való história) 

## Egyéb Források
- Winter, B. (1991). The Importance of the Captatio Benevolentiae in the Speeches of Tertullus and Paul in Acts 24: 1-21. The Journal of Theological Studies, 42(2), 505–531. doi:10.1093/jts/42.2.505